# Jacob Abelsen
Jacob Egede Ezekias Abelsen (* 28. August 1906 in Nanortalik; † unbekannt) war ein grönländischer Landesrat.

## Leben
Jacob Abelsen war der Sohn des Kochs David Abraham Abel Abelsen (1875–?) und seiner Frau Talitte Susanna Elisabeth Chemnitz (1879–?). Über seine Mutter war er ein Großneffe von Jens Chemnitz (1853–1929). Jacob Abelsen besuchte von 1921 bis 1927 Grønlands Seminarium in Nuuk. Nach dem Ende der Ausbildung zog er nach Nanortalik zurück, wo er als Schullehrer arbeitete. Am 1. April 1929 heiratete er in Nanortalik die 16 Jahre ältere Hebamme Dorothea Enoksen (1890–?), Tochter des Jägers Mathæus Enoksen und seiner Frau Batseba und gebürtig aus der Herrnhuter Brüdergemeine stammend. Aus der Ehe ging der Sohn Marius Abelsen (1929–1972) hervor. Später war Jacob Abelsen als Büroarbeiter tätig und vertrat als solcher 1946 und von 1948 bis 1950 Egede Boassen im südgrönländischen Landesrat.